# Алкоголяти
Алкоголя́ти, алкокси́ди (рос. алкоксиды [алкоголяты], англ. alcoxides [alcoholates]) — органічні сполуки загальної формули ROM, похідні спиртів ROH, де М є атомом металу або іншою катіонною частинкою. Йонні сполуки (RO-M+) — сильні луги, зокрема, коли М — лужний метал, легко гідролізуються до вихідних гідроксильних сполук.
Приклади: калій метоксид (CH3OK).
IUPAC не рекомендує застосовувати цей термін до сольватів, таких як CaCl2·nROH. Суфікс -ят застосовується для аніонів.